# Vranie
Vranie je městská část města Žilina. Leží na pravé straně řeky Kysuca před Kysuckou bránou. Od městské části Brodno ho odděluje řeka Kysuca a na jihu sousedí s městskou částí Považský Chlmec. Sousedí s obcemi Divinka, Divina a Rudinka. Hranice s Divinou měří 138,95 metru a nachází se na turistickém chodníku označeném modrou značkou kousek od Divinské osady Bálovce. Obce Vranie a Brodno vznikly v rozšířeném prostoru údolí řeky, těsně před Kysuckou bránou, které dominují vrchy Rochovica a Brodnianka. Údolím řeky Kysuca prochází i Košicko-bohumínská dráha a čtyřpruhová komunikace, budoucí dálnice D3.

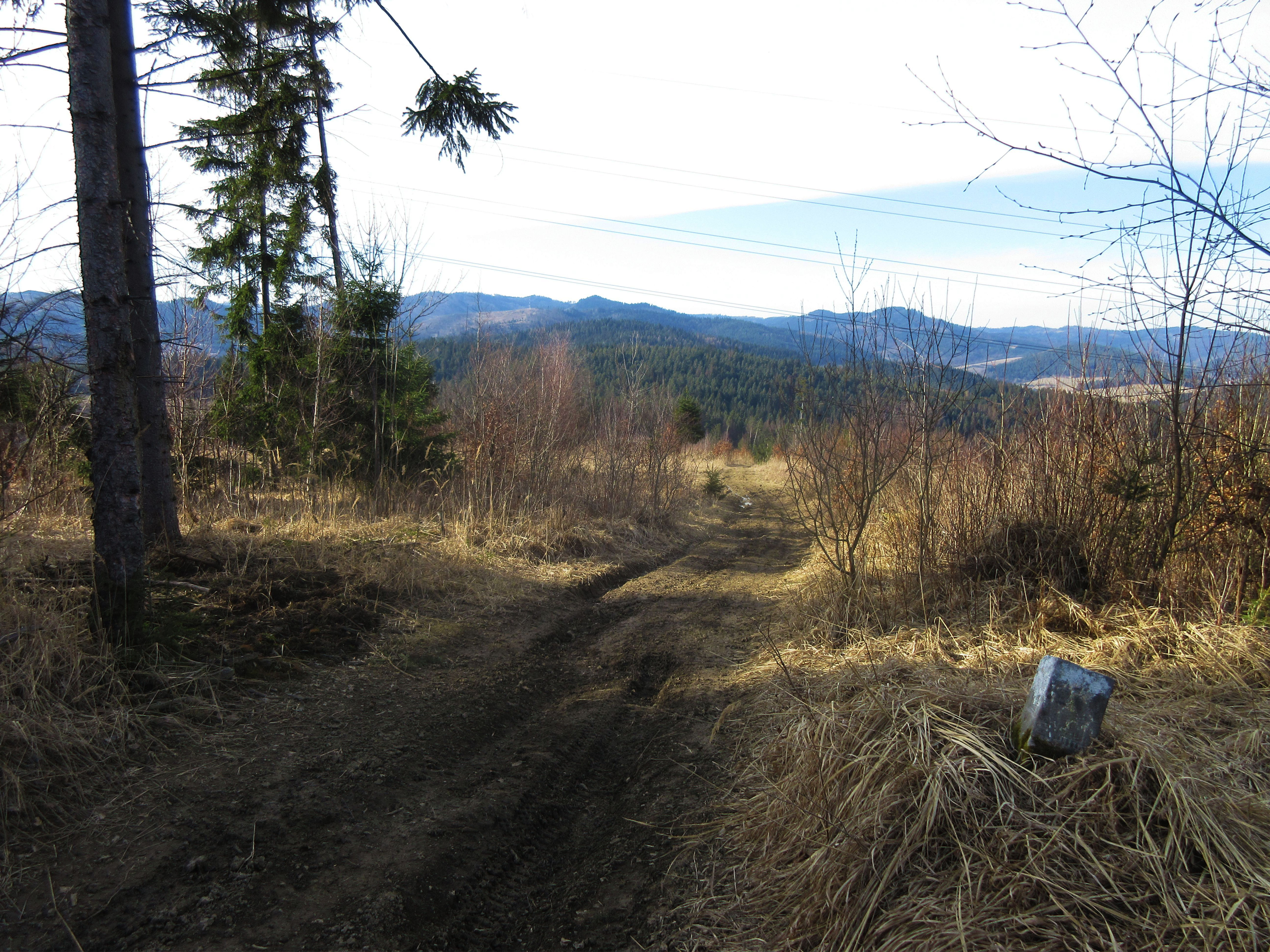
Hraniční oblast mezi Divinou a Vraniem (Žilinou). V pozadí Kysucká vrchovina

## Dějiny
Při kopání základů rodinného domu se zde našlo sídliště púchovské kultury z konce mladší doby železné. Vranie se vzpomíná roku 1438 jako Vranye a roku 1598 jako Wranie. V erbu mělo vránu, sedící na keři, který vyrůstá z pažitu. Patřilo pod Budatínské panství. Obyvatelé se zabývali košíkářstvím a Vranie bylo známo dobrými švestkami. Roku 1784 mělo 30 domů a 168 obyvatel a roku 1980 již 832 obyvatel. V tomto roce bylo připojeno k městu Žilina.

## Zástavba
Původně byla obec postavena na strmých svazích s malebnými výhledy do údolí Kysuce a směrem do Žilinské kotliny. Od severu byla chráněna vrchem Rochovica, který byl v roce 1972 vyhlášen za státní přírodní rezervaci, později prekategorizovanou na přírodní rezervaci. Výstavba se postupně rozšiřovala po svazích vedle silnice do Povážského Chlmca a směrem k Rochovici. Později se výstavba soustředila i kolem silnice směrem ke řece Kysuca. V posledních letech byl zastavěný i rovinatý prostor kolem řeky Kysuca. Stará část Vrania postavená na strmých svazích si i nadále zachovala malebný charakter.
Uprostřed obce je malé náměstí, ve skutečnosti je to malý rozšířený prostor, do kterého přicházejí čtyři cesty. Zde končí i MHD autobusová linka č. 30 ze Žiliny, která přichází úzkou komunikací ve strmém svahu. V tomto úseku může procházet po cestě jen jedno vozidlo. Autobus na náměstí nemá prostor na otáčení, a proto se musí otáčet úvraťově. Vyžaduje to dovednost řidiče, neboť prostor na otáčení se nachází ještě na šikmém svahu. Na náměstí je postavená Kaple sv. Cyrila a Metoděje z roku 1947, kulturní dům a nedaleko vyvěrá pramenitá voda. Škola v obci byla postavena až za první republiky, ale už neexistuje. Později byla změněna na mateřskou školu, která je již také zrušena, a blízko je památník obětem II. světové války. Ve staré části je i hřbitov a nad obcí se nachází zahrádkářská osada. Menší zahrádkářská osada se nachází také na dolním konci obce, hned vedle hřiště a nedaleko od řeky Kysuca.
Po přičleněni k městu Žilina dostaly cesty a uličky ve Vraní pojmenování po ptácích. Vranie patří pod Římskokatolický farní úřad v Brodnë, který leží za řekou Kysuca, přes kterou je postavena lanová lávka.

## Turistika
Na území městské části Vranie se nenachází žádný průmysl. Pěkné přírodní prostředí je využíváno na turistiku a cykloturistiku. V blízkosti se nachází vrch Rochovica (639,6 m n. m.), který byl vyhlášen v roce 1972 za státní přírodní rezervaci i díky tomu, že právě zde končí severní hranice výskytu dřínu obecného (Cornus mas) na Slovensku. Rozprostírá se na katastrálním území obcí Vranie a Rudinka. Má výměru 31,58 ha a předmětem ochrany jsou teplomilné společenstva rostlin s dřínem, které se nacházejí na jižním svahu. Obdobně jako na blízké Brodnianke (719,8 m n. m.), se kterou vytvářejí známou Kysuckou bránu, dominují bukové porosty. Z vrcholu je krásný výhled na údolí řeky Kysuca a Žilinskou kotlinu.